# Ousman (rivière)
Pour les articles homonymes, voir Ousman.
L'Ousman (en russe : У́смань) est une rivière, affluent de rive gauche de la Voronej, qui coule dans les oblasts de Voronej et de Lipetsk en Russie.

## Géographie
Son cours est long de  151 km et draine un bassin versant de 2 840 km2.
Elle arrose la ville d'Ousman, le village (selo) de Novaïa Ousman ainsi que plusieurs autres petites localités.